# Brisighella
Brisighella este o comună din provincia Ravenna, Italia. În 2011 avea o populație de 7672 de locuitori.

## Demografie
Brisighella - evoluția demografică

|  | Graficele sunt indisponibile din cauza unor probleme tehnice. Mai multe informații se găsesc la Phabricator și la wiki-ul MediaWiki. |

Date: Recensăminte sau birourile de statistică - grafică realizată de Wikipedia

## Personalități născute aici
- William Galassini (1924 - 1984), dirijor, compozitor.